# Hoop CCC Polsat/2004
Deze pagina geeft een overzicht van de Hoop CCC Polsat wielerploeg in 2004. 

## Algemeen
Sponsors: Hoop, CCC
Ploegleiders: Andrzej Sypytkowski, Jaroslaw Chojnacki, Dariusz Zakrezewski, Waclaw Skarul

## Renners
| Naam               | Geboortedatum | Nationaliteit    | Ploeg 2003                  |
| ------------------ | ------------- | ---------------- | --------------------------- |
| Łukasz Bodnar      | 10-05-1982    | Polen            |                             |
| Tomasz Czapelski   | 14-12-1979    | Polen            | Neo                         |
| Marek Galiński     | 01-08-1974    | Polen            |                             |
| Seweryn Kohut      | 22-04-1976    | Polen            |                             |
| Sławomir Kohut     | 18-09-1977    | Polen            |                             |
| Mariusz Kowal      | 03-05-1978    | Polen            | Neo                         |
| Aleksej Markov     | 26-05-1979    | Rusland          | Lokomotiv                   |
| Jacek Mickiewicz   | 17-04-1970    | Polen            |                             |
| Robert Niwczyk     | 26-02-1981    | Polen            | Neo                         |
| Mickael Olejnik    | 09-05-1980    | Polen            | Geen ploeg                  |
| Jonathan Page      | 16-09-1976    | Verenigde Staten | Prime Alliance Cycling Team |
| Piotr Przydział    | 15-05-1974    | Polen            |                             |
| Quintino Rodrigues | 01-01-1971    | Portugal         | ASC-Vila do Conde           |
| Radosław Romanik   | 16-01-1967    | Polen            |                             |
| Lukasz Sawko       | 17-01-1980    | Polen            | Neo                         |
| Aleksej Sivakov    | 07-01-1972    | Rusland          | BigMat-Auber '93            |
| Plamen Stoyanov    | 08-11-1971    | Bulgarije        | BigMat-Auber '93            |
| Arkadiusz Wojtas   | 29-10-1977    | Polen            |                             |
| Jarosław Zarębski  | 26-01-1978    | Polen            |                             |

## Belangrijke overwinningen
| Ronde van Normandië 2e etappe: Aleksej Markov 8e etappe: Aleksej Markov Wielerweek van Lombardije 4e etappe: Sławomir Kohut Szlakiem Grodow Piastowskich 2e etappe: Jarosław Zarębski 4e etappe: Piotr Przydział Eindklassement: Piotr Przydział Majowy Wyścig Klasyczny-Lublin Winnaar: Piotr Przydział Vredeskoers 6e etappe: Sławomir Kohut Baltyk-Karkonosze-Tour 5e etappe: Sławomir Kohut Eindklassement: Sławomir Kohut | Ronde van Beauce 4e etappe: Radosław Romanik Nationale kampioenschappen wielrennen Polen (individuele tijdrit): Sławomir Kohut Bulgarije: Plamen Stoyanov Beker van de Subkarpaten Winnaar: Arkadiusz Wojtas Nationale kampioenschappen mountainbiken Polen (cross-country): Marek Galiński Nationale kampioenschappen veldrijden Verenigde Staten: Jonathan Page |

2000 · 2001 · 2002 · 2003 · 2004 · 2005 · 2006 · 2007 · 2008 · 2009 · 2010 · 2011 · 2012 · 2013 · 2014 · 2015 · 2016 · 2017 · 2018 · 2019 · 2020